# Daniel Lavoie
Pour les articles homonymes, voir Lavoie.
Ne doit pas être confondu avec Daniel Lanois.
Daniel Lavoie, est un auteur-compositeur-interprète et musicien canadien (franco-manitobain), né le 17 mars 1949 à Dunrea au Canada (dans la province du Manitoba). Il est notamment connu pour le titre Ils s'aiment, datant de 1984, et pour sa participation à la distribution d'origine de la comédie musicale Notre-Dame de Paris en 1998-2000 et 2018-2019.

## Biographie

### Enfance
De son nom complet Daniel Joseph Hubert Gérald Lavoie, né à Dunrea (Manitoba), dans une communauté francophone au milieu de la province anglophone. Il est bilingue. Son père gérait le magasin général. Sa mère adore la musique et Daniel apprend à jouer du piano depuis l'âge de 4 ans. Il a fait ses études au Collège de Saint-Boniface (Saint-Boniface (Manitoba)). En 1988, il épouse Louise Dubuc avec qui il a trois enfants, ils se séparent en 2017. En 2021, Daniel Lavoie s'installe à Bologne (Italie) avec sa nouvelle conjointe,.

### Musique
Daniel Lavoie est devenu connu en tant que musicien pour la première fois en 1967 quand il a remporté l'étape de Manitoba du concours de l'émission Jeunesse oblige (dans la catégorie auteur-compositeur-interprète) organisé par Radio Canada. Par la suite, pendant plusieurs années, Daniel travaille comme musicien avec des groupes locaux tels que Spectre et Dieu de l'amour vous aime. En 1970, le groupe Dieu de l'amour vous aime commence une longue tournée du Québec. Après la visite, Daniel décide de s'installer au Québec.
Depuis 1970, Daniel a joué et chanté dans les clubs et cafés à Québec. Ses premiers enregistrements de 1973 à 1974 n'ont pas eu beaucoup de succès, mais une chanson du premier album A Court Terme - J'ai quitté mon île - a été notée en France ainsi qu'au Brésil et en Portugal (où elle est apparue sous le nom de Deixei minha terra). Le deuxième album de Daniel Berceuse pour un lion lui a apporté une certaine notoriété au Québec. La vraie popularité vient après la sortie de son troisième album Nirvana bleu, dont la chanson - Angeline et La danse du smatte sont entendus à la radio au Canada et en France. Nirvana bleu se vend bien même en Allemagne. En 1980, Daniel a reçu son premier Prix Félix comme le meilleur interprète de l'année. Désormais, les prix se succèdent et forment une liste impressionnante.
En 1984 Daniel Lavoie sort l'album Tension attention contenant la chanson-titre et également Ils s'aiment, qui connaît un énorme succès au Québec et également en Europe, notamment en France. La chanson parlant de la puissance de l'amour qui surmonte les circonstances fatidiques gagne une popularité incroyable : 2 millions d'exemplaires sont vendus, la chanson a été traduite en espagnol, en portugais, en anglais et d'autres langues. En 1985, elle a remporté un Midem d'or à Cannes. L'album Tension attention sortira en anglais, en 1985, pour le marché du Canada anglophone, et pour les États-Unis, et le reste du monde anglophone.
En 1985, il participe à la Fondation Québec-Afrique en chantant dans le projet collectif Les Yeux de la faim.
En 1987 Daniel Lavoie présente son spectacle à l'Olympia de Paris.
En 1990 un spectacle est organisé en son honneur par les Francofolies de Montréal : La fête à Daniel Lavoie.
En 1991, Daniel participe à l'opéra-rock de Luc Plamondon et Catherine Lara Sand et les romantiques, il joue le rôle du peintre Eugène Delacroix.
En 1995, ayant donné en garantie les droits de ses chansons pour favoriser la promotion de jeunes talents, il les perd lorsque l'entreprise ne peut assumer son équilibre budgétaire.
En 1996, Daniel sort son premier album pour enfants Le Bébé Dragon, dont en 1997 allait être décerné Prix Félix pour l'Album pour enfants de l'année. Un an plus tard, Daniel sort l'album Le bébé dragon-2.
En 1998, Lavoie accepte une invitation pour jouer le rôle du prêtre Claude Frollo dans la comédie musicale Notre-Dame de Paris de Luc Plamondon et Richard Cocciante, d'après le roman éponyme de Victor Hugo. Après l'énorme succès en France et au Canada, la comédie musicale se joue à Londres en 2000, et Lavoie chante encore le même rôle, cette fois en anglais. Au total, Daniel Lavoie est monté sur scène en tant que Frollo pendant trois ans.
En 2001-2003, Daniel Lavoie a écrit la musique pour quatre courts métrages animés pour les enfants de la série Ludovic.
La saison 2002/2003 Daniel est encore à Paris: d'octobre à avril il joue le rôle de l'Aviateur dans la nouvelle comédie musicale de Richard Cocciante Le Petit Prince, d'après le conte éponyme d'Antoine de Saint-Exupéry.
Après une longue pause, Daniel Lavoie a repris la plume pour sortir deux albums: Comédies Humaines (2004) et Docteur Tendresse (2007). Les chansons pour Comédies Humaines ont été écrites sur des poèmes de Patrice Guirao et Brice Homs. Dans le second, Daniel est retourné à ses propres textes, et seulement quelques-unes des chansons sont écrites sur des poèmes par d'autres auteurs, par exemple, Notre Armée - sur des poèmes du poète français Allain Leprest. L'année mème Lavoie lance un livre-CD Roulé Boulé - Je suis une boule qui roule aux illustrations de Oksana Kermarskaya, avec les textes d'une sélection de chansons des deux albums Bebe Dragon.
En 2008, Daniel Lavoie fait partie du projet musical 12 hommes rapaillés sur les poèmes du poète québécois Gaston Miron. Douze des auteurs-compositeurs-interprètes les plus connus du Québec ont été invités pour interpréter un cycle de chansons écrits par Gilles Bélanger sur des poèmes de Miron. Après le succès obtenu par le premier album (plus de 35 000 exemplaires vendus), le deuxième opus (Douze hommes rapaillés — volume 2) est sorti en 2010. Les spectacles 12 hommes rapaillés ont eu un grand succès et, avec l'album, ont gagné trois prix Félix.
Le troisième disque du projet, La symphonie rapaillée, avec des chansons sélectionnées des deux premiers albums et présentées avec les arrangements orchestraux, est sorti en avril 2014. Cet album remporte le prix Félix de l'album de l'année - réinterprétation.
Le 11 mai 2010, Daniel a donné son premier concert solo à Moscou, en Russie, avec beaucoup de succès.
Depuis décembre 2010 Lavoie a participé à une version concert de Notre-Dame de Paris qui a réuni le casting original de la comédie musicale. Ces concerts ont attiré les foules à Kiev, Moscou, Saint-Pétersbourg, Paris et à Beyrouth.
En 2011, Daniel Lavoie fait paraître l'album J'écoute la radio sur lequel on peut[style à revoir] entendre onze de ses plus grandes chansons et une chanson inédite J'écoute la radio. La tournée avec le nouveau spectacle sur l'album J'écoute la radio a duré deux ans (jusqu'à l'automne 2013) au Canada et dans plusieurs villes en France, en Russie (Moscou et Saint-Pétersbourg) et en Ukraine (Kiev et Odessa).
Le 25 mars 2014 Le Chant du Monde (Harmonia mundi) lance un nouvel album, Daniel Lavoie: La Licorne captive - Un projet musical de Laurent Guardo. Dans ce projet musical né dans les mythes et les légendes classiques, Daniel Lavoie, accompagné par des instruments médiévaux et ethniques, interprète des chansons écrites pour lui par un auteur-compositeur canadien Laurent Guardo[source insuffisante]. En octobre 2014, tous deux présentent leur spectacle La licorne captive à la salle de L'Européen à Paris. La première nord-américaine a eu lieu au Québec en mai 2015.
Le 1er juillet 2014, Daniel Lavoie est en vedette au spectacle du soir de la Fête du Canada sur la Colline du Parlement à Ottawa représentant Manitoba. Le 14 octobre 2014, il publie aussi un album, "Pierre et le loup… et le jazz" où il raconte l'histoire de "Pierre et le loup", le conte musical de Sergueï Prokofiev de 1936.
Son nouvel album intitulé Mes longs voyages est sorti en septembre 2016. Réalisé par Guy St-Onge, cet album comprend des chansons originelles ainsi que des reprises de Léo Ferré, Alain Bashung, Allain Leprest et Félix Leclerc. La tournée Mes longs voyages a suivi en février et mars de 2017 et au printemps 2018. Une des prestations de la tournée 2017 a eu lieu dans le cadre du festival Montréal en lumière dont Daniel Lavoie était Président d'Honneur[source insuffisante].
En novembre 2016, Daniel Lavoie reprend son rôle de Frollo dans la nouvelle version de Notre-Dame de Paris au Palais des Congrès de Paris, suivi du tour français et international,,.
Le 14 octobre 2022 sort l'album Daniel Lavoie chante Rimbaud - La rivière de Cassis où il souligne l’alchimie magique entre la beauté des textes d’Arthur Rimbaud et la magnifique voix du chanteur. 12 poèmes mis en musique dont 'L’éternité' (avec Bruno Pelletier), 'Aube' (avec Nanette Workman), 'Ma bohème', 'Le dormeur du val'... ainsi qu'une version quatuor à cordes de son succès Ils s'aiment.

#### Collaborations
Daniel Lavoie compose également pour plusieurs artistes tels que Florent Pagny, Roch Voisine, Mireille Mathieu, Lara Fabian, Isabelle Boulay, etc.
Daniel Lavoie prête souvent sa voix aux albums d'autres auteurs, par exemple: en 2009, il interprète trois chansons sur le livre CD de Gérard Beauchamp Chats de Paris et plus tard, en mai 2010, de nouveau trois chansons sur le second livre CD du projet, intitulé Chats de Montréal. Toujours en 2010, il interprète un duo avec la chanteuse italo-québécoise Dominica Merola la chanson Naufragés dans l'album Appassionata. En 2013, il a chanté deux duos avec Liona Boyd sur son album The return... To Canada with love... et un duo avec Valérie Carpentier sur L'été des orages. Parmi d'autres exemples de collaboration sont Chez Leprest, vol. 1 (2007), Leprest symphonique (2011), etc.
Daniel Lavoie est également connu en tant que réalisateur. Par exemple, il a réalisé l'album de Gilles Vigneault Vivre debout (sorti en avril 2014).

### Cinéma et télévision
Daniel Lavoie a joué dans plusieurs films, mais dans ses interviews, il souligne toujours que, contrairement à la musique, les films ont toujours joué un rôle secondaire dans sa vie.
Le premier grand rôle joué par Daniel était dans le film de Jean Pierre Lefebvre, Le fabuleux voyage de l'ange (Canada, 1991). Daniel a également écrit la musique pour ce film.
En 2002, Lavoie a joué dans un téléfilm canadien réalisé par Claude Fournier Book of Eve, aux côtés de la légendaire Claire Bloom. Le film a été réalisé après le roman éponyme de Constance Beresford-Howe.
En 2004, Daniel Lavoie incarne Félix Leclerc dans une série télévisuelle Félix Leclerc, réalisé par Claude Fournier pour la télévision canadienne et française. Lavoie aussi a enregistré son hommage musical à Leclerc, un album Moi, mon Félix.
En 2012 Lavoie est apparu dans un rôle cameo dans une série télévisée française Antigone 34, créée par Brice Homs (fréquent co-auteur-parolier de Lavoie) et Alexis Nolent.
En plus de jouer dans des films, Daniel a également écrit des chansons et des partitions pour plusieurs films.
En 2019 Lavoie est membre et en 2020 le président du jury du Festival du film canadien à Dieppe.

### Poésie
En 2011, Daniel sort sa première œuvre littéraire, un recueil de poèmes et d'essais poétiques Finutilité, aux éditions des Plaines. En 2014, une version russe est apparue en Russie sous le titre Пустонечность (Saint-Pétersbourg : Polifarm, 2014).
Particulités, le 2e recueil de poèmes de Daniel Lavoie, paraît en 2015.
Humanismes, le 3e recueil de poèmes de Daniel Lavoie, paraît en 2022.

### Radio
Pendant trois ans (de juin 2010 à juin 2013) Daniel animait sa propre émission "Lavoie Libre" sur Espace Musique de Radio-Canada, dans laquelle il offrait à ses auditeurs de la musique de genres variés - du classique à l'avant-garde - et aussi lisait des poèmes par les poètes francophones.

## Filmographie

### Acteur
- 1982 : Boogie-woogie 47 : Jean Lorion
- 1990 : Entre l'effort et l'oubli
- 1991 : Le fabuleux voyage de l'ange
- 1993 : General Hospital
- 1994 : Return of Tommy Tricker / Le Retour des aventuriers du timbre perdu : L'homme d'affaires
- 2002 : The Book of Eve / Histoire d'Ève : Johnny Brancusi
- 2005 : Félix Leclerc : Félix Leclerc
- 2011 : Antigone 34 (série télévisée) : Paul

### Compositeur
- 1975 : Musique du film The Winner
- 1987 : Chanson thème pour le film Les Longs Manteaux
- 1990 : Musique pour le film Entre l'effort et l'oubli
- 1991 : Musique pour le film Le fabuleux voyage de l’ange
- 1991 : Musique du film d'animation Jours de Plaine
- 1993 : La chanson Weak For Love pour la série General Hospital
- 1997 : Participation à la musique du téléfilm anglais Whiskers
- 1998 : Musique du film Aujourd'hui ou jamais de Jean Pierre Lefebvre
- 1999 : Musique du film d'animation Pinocchio pour la France
- 1998-2002 : Musique des 4 films d'animation Ludovic de Co Hoedeman

### Parolier
- 1989 : Paroles de la chanson pour le film Kenny (The kid brother)
- 1996-1997 : Paroles de la chanson J'aurai ta peau pour la série Omertà.

## Chansons et réalisations pour d'autres interprètes
- Hart Rouge – Inconditionnel. Canada (1991). Fabriqué de Daniel Lavoie avec André Lambert
- Celine Dion – Incognito. Canada (1992). Musique de la chanson Lolita.
- Luce Dufault
  - Luce Dufault. Canada (1996). Musique de la chanson Laissez-nous la chance.
  - Des milliards de choses. Canada. (1998). Musique des chansons Des milliards de choses, Chanson pour Anna, Je m'appelle solitude, T'aurais jamais du et No deeper love.
  - Au-delà des mots. Canada (2001). Musique des chansons Mon Roi de France, Remember Corsica et Sergueï est au piano.
  - Bleu. Canada (2004). Musique de la chanson Toutes les villes du monde.
- Louise Forestier – Forestier chante Louise. Canada (1997). Musique des chansons Motel Desert Inn, Ma vie ne te regarde plus, La peur d'aimer, Tu peux t'en aller, Quand j'aime un homme, Tu me manques, Ruptures et Désespérée mais gai.
- Lara Fabian
  - Pure. France (1998). Musique de la chanson Urgent Désir.
  - Nue. France (2001). Musique de la chanson Je suis mon Cœur.
- Maurane
  - Une fille très scène. Canada. (1998). Musique de la chanson Tu es parti.
  - Quand l'humain danse. Canada (2003). Musique de la chanson Sans demander.
- Claude Gauthier - Jardins. Canada (1998). Musique de la chanson Est-ce si loin le Québec.
- Bruno Pelletier
  - D'autres rives. Canada. (1998) Musique des chansons Le bon gars et le salaud et Restera et Restera.
  - Un monde à l'envers. Canada (2002). Musique des chansons Je crois pourtant, Ma jalousie et Madeleine.
  - Microphonium. Canada (2009). Musique des chansons J'ai Menti et J'en veux.
- Natasha St Pier – A chacun son histoire. Canada (2000). Paroles de la chanson Je t'aime encore.
- Thierry Séchan – Tu seras comme le ciel. Canada (1999). Musique de la chanson Je Suis Un Homme Étrange ; réalisation de la chanson Tu seras comme le ciel.
- Isabelle Aubret – Le Paradis Des Musiciens. France (2000). Musique de la chanson Si Tu Veux Rester Mon Ami.
- Matt Laurent – Ici ou ailleurs. Canada 2001). Musique de la chanson Il y a dans tes yeux.
- Roch Voisine – Roch Voisine. Canada (2001). Musique de la chanson Demande à la poussière.
- Mireille Mathieu – De tes mains. France (2002). Musique de la chanson Pense à moi.
- Nourith – Nourith. France (2002). Musique de la chanson La peur.
- Nana Mouskouri – Fille du soleil . France (2002). Paroles de la chanson Cette chance là.
- Nolwenn Leroy –Nolwenn. France (2003). Musique de la chanson Une femme cache.
- Florent Pagny – Ailleurs Land. France (2003). Musique de la chanson Le Feu à La Peau.
- Jean Guidoni – Trapèze. France (2004). Musique des chansons La peur, Pise, Néant néon, La naïade, Le miroir, Thé de Chine, L'ogre, Maman maman, Le feu à la peau .
- Isabelle Boulay – Tout un jour. France (2004). Musique de la chanson Aimons nous.
- Romane Serda - Mon envers de moi. France (2004). Musique de la chanson Je m'appelle solitude.
- Enzo Enzo - Paroli. France (2004). Musique des chansons Ni forte ni fragile et Ça me suffit.
- Julie Zenatti – Comme vous. France (2005). Musique de la chanson Homme Sœur.
- Judi Richards - Du septième ciel. Canada (2007). Paroles des chansons Du septième ciel et Pattes de velours.
- Eric Lapointe - Ma peau. Canada (2008). Paroles de la chanson (avec Louise Forestier) 1 500 miles.
- Hugo Lapointe - Hugo Lapointe. Canada (2010). Musique des chansons Le livre des records et Cœur de pierre.
- Isabelle Brossard – Reste encore. Canada (2010). Musique de la chanson…
- Sofaï and the Sweet Talkers– Let The Good Times Roll. Canada (2010). Musique des chansons Bye Bye, Holiday In No Man's Land.
- Marie-Élaine Thibert - Je Suis. Canada (2011). Paroles de la chanson Rupture en soie.
- Renée Martel - Une femme libre. Canada (2012). Paroles de la chanson Comme un courant.
- Sophie Beaudet - Garconne. Canada (2012). Paroles de la chanson Dans les bras de Lea.
- Nadège Vacante - Les arbres volent. France (2013) Musique de la chanson Eva danse (paroles Gérard Beauchamp)
- Gilles Vigneault - Vivre debout. Canada (2014). Réalisation de l'album.

## Lauréats et nominations

### Gala de l'ADISQ

#### artistique
| Année | Catégorie                                                                           | Pour                                                                   | Résultat   |
| ----- | ----------------------------------------------------------------------------------- | ---------------------------------------------------------------------- | ---------- |
| 1980  | chanson de l'année                                                                  | La danse du smatte                                                     | nomination |
| 1980  | interprète masculin de l'année                                                      | Daniel Lavoie                                                          | lauréat    |
| 1980  | microsillon de l'année/auteur-compositeur-interprète                                | Nirvana bleu                                                           | nomination |
| 1980  | révélation de l'année                                                               | Daniel Lavoie                                                          | nomination |
| 1981  | interprète masculin de l'année                                                      | Daniel Lavoie                                                          | lauréat    |
| 1981  | microsillon de l'année/auteur-compositeur-interprète                                | Cravings                                                               | nomination |
| 1981  | spectacle de l'année - musique et chansons                                          | Daniel Lavoie                                                          | nomination |
| 1982  | interprète masculin de l'année                                                      | Daniel Lavoie                                                          | nomination |
| 1982  | microsillon de l'année/auteur et/ou compositeur-interprète                          | Aigre-doux how are you                                                 | nomination |
| 1984  | chanson de l'année                                                                  | Tension attention (avec Daniel DeShaime)                               | lauréat    |
| 1984  | interprète masculin de l'année                                                      | Daniel Lavoie                                                          | lauréat    |
| 1984  | microsillon de l'année/auteur et/ou compositeur-interprète                          | Tension attention                                                      | lauréat    |
| 1985  | artiste québécois s'étant le plus illustré hors-Québec dans le marché francophone   | Daniel Lavoie                                                          | lauréat    |
| 1985  | chanson de l'année                                                                  | Ils s'aiment                                                           | nomination |
| 1985  | interprète masculin de l'année                                                      | Daniel Lavoie                                                          | nomination |
| 1985  | microsillon de l'année                                                              | Tension attention                                                      | nomination |
| 1986  | artiste québécois s'étant le plus illustré hors du Québec sur le marché francophone | Daniel Lavoie                                                          | nomination |
| 1986  | interprète masculin de l'année                                                      | Daniel Lavoie                                                          | nomination |
| 1987  | artiste québécois s'étant le plus illustré hors du Québec marché francophone        | Daniel Lavoie                                                          | lauréat    |
| 1987  | chanson populaire de l'année                                                        | Je voudrais voir New York                                              | nomination |
| 1987  | interprète masculin de l'année                                                      | Daniel Lavoie                                                          | nomination |
| 1987  | microsillon de l'année - anglophone                                                 | Tips                                                                   | nomination |
| 1987  | microsillon de l'année - pop                                                        | Vue sur la mer                                                         | nomination |
| 1988  | artiste québécois s'étant le plus illustré hors Québec - marché francophone         | Daniel Lavoie                                                          | nomination |
| 1988  | interprète masculin de l'année                                                      | Daniel Lavoie                                                          | nomination |
| 1988  | meilleure performance sur scène de l'année                                          | Vue sur la mer                                                         | nomination |
| 1988  | spectacle de l'année                                                                | Vue sur la mer                                                         | nomination |
| 1990  | auteur ou compositeur de l'année                                                    | Daniel Lavoie                                                          | nomination |
| 1990  | chanson populaire de l'année                                                        | Qui sait?                                                              | nomination |
| 1990  | interprète masculin de l'année                                                      | Daniel Lavoie                                                          | nomination |
| 1990  | microsillon de l'année - pop-rock                                                   | Long courrier                                                          | lauréat    |
| 1991  | chanson populaire de l'année                                                        | Jours de plaine                                                        | nomination |
| 1991  | spectacle de l'année - pop-rock                                                     | La fête à Daniel Lavoie                                                | nomination |
| 1991  | vidéoclip de l'année                                                                | Jours de plaine                                                        | nomination |
| 1993  | artiste québécois s'étant le plus illustré dans une autre langue que le français    | Daniel Lavoie                                                          | nomination |
| 1996  | album de l'année - populaire                                                        | Ici                                                                    | nomination |
| 1996  | auteur ou compositeur de l'année                                                    | Daniel Lavoie                                                          | nomination |
| 1996  | chanson populaire de l'année                                                        | Je pensais pas                                                         | nomination |
| 1996  | interprète masculin de l'année                                                      | Daniel Lavoie                                                          | nomination |
| 1996  | spectacle de l'année - auteur-compositeur-interprète                                | Ici                                                                    | nomination |
| 1997  | album de l'année - enfant                                                           | Le bébé dragon                                                         | lauréat    |
| 1997  | album de l'année - populaire                                                        | Live au Divan Vert                                                     | nomination |
| 1998  | album de l'année - enfant                                                           | Le bébé dragon 2                                                       | nomination |
| 1998  | album de l'année - meilleur vendeur                                                 | Notre-Dame de Paris (avec la troupe Notre-Dame de Paris)               | nomination |
| 1998  | album de l'année - populaire                                                        | Notre-Dame de Paris (avec la troupe Notre-Dame de Paris)               | lauréat    |
| 1998  | chanson populaire de l'année                                                        | Belle (avec Patrick Fiori et Garou)                                    | nomination |
| 1999  | album de l'année - meilleur vendeur                                                 | Notre-Dame de Paris (avec la troupe Notre-Dame de Paris)               | lauréat    |
| 1999  | album de l'année - populaire                                                        | Notre-Dame de Paris - L'intégral (avec la troupe Notre-Dame de Paris)  | lauréat    |
| 1999  | artiste québécois s'étant le plus illustré hors Québec                              | Notre-Dame de Paris                                                    | lauréat    |
| 1999  | spectacle de l'année - interprète                                                   | Notre-Dame de Paris (avec la troupe Notre-Dame de Paris)               | lauréat    |
| 2000  | artiste québécois s'étant le plus illustré hors Québec                              | Notre-Dame de Paris                                                    | nomination |
| 2000  | spectacle de l'année - interprète                                                   | Notre-Dame de Paris (avec la troupe Notre-Dame de Paris)               | lauréat    |
| 2001  | spectacle de l'année - interprète                                                   | Notre-Dame de Paris (avec la troupe Notre-Dame de Paris)               | nomination |
| 2009  | album de l'année - folk contemporain                                                | Douze hommes rapaillés chantent Gaston Miron (avec artiste variés)     | nomination |
| 2010  | spectacle de l'année - interprète                                                   | 12 hommes rapaillés (avec artistes variés)                             | lauréat    |
| 2011  | album de l'année - folk contemporain                                                | Douze hommes rapaillés chantent Miron, volume 2 (avec artistes variés) | lauréat    |
| 2012  | album de l'année - reprises                                                         | J'écoute la radio                                                      | nomination |
| 2012  | spectacle de l'année - interprète                                                   | Douze hommes rapaillés (deuxième édition) (avec artistes variés)       | lauréat    |
| 2014  | album de l'année - réinterprétation                                                 | La symphonie rapaillée (avec artistes variés)                          | lauréat    |
| 2024  | spectacle de l'année                                                                | Tension attention - 40 ans                                             | nomination |

#### industriel
| Année | Catégorie                         | Pour                                                           | Résultat   |
| ----- | --------------------------------- | -------------------------------------------------------------- | ---------- |
| 1988  | metteur en scène de l'année       | Guy Bonnier, Josée Garant et Daniel Lavoie pour Vue sur la mer | nomination |
| 1996  | arrangeur de l'année              | Daniel Lavoie et Marc Pérusse pour Ici                         | nomination |
| 1996  | réalisateur de disque de l'année  | Daniel Lavoie et Marc Pérusse pour Ici                         | nomination |
| 2017  | scripteur de spectacle de l'année | Daniel Lavoie                                                  | nomination |

### Prix Juno[73]
| Année | Catégorie                                         | Pour                                                                  | Résultat   |
| ----- | ------------------------------------------------- | --------------------------------------------------------------------- | ---------- |
| 1985  | interprète masculin le plus prometteur de l'année | Daniel Lavoie                                                         | nomination |
| 1987  | interprète masculin le plus prometteur de l'année | Daniel Lavoie                                                         | nomination |
| 2000  | album francophone le plus vendu                   | Notre-Dame de Paris - L'intégral (avec la troupe Notre-Dame de Paris) | nomination |

### Victoires de la musique
| Année | Catégorie                                        | Pour                                                     | Résultat   |
| ----- | ------------------------------------------------ | -------------------------------------------------------- | ---------- |
| 1985  | album francophone de l'année                     | Tension attention                                        | lauréat    |
| 1987  | album de la communauté francophone de l'année    | Vue sur la mer                                           | lauréat    |
| 1988  | album de la communauté francophone de l'année    | Olympia 87                                               | nomination |
| 1991  | album de la communauté francophone de l'année    | Long courrier                                            | nomination |
| 1999  | chanson de l'année                               | Belle (avec Patrick Fiori et Garou)                      | lauréat    |
| 1999  | album rock/pop de l'année                        | Notre-Dame de Paris (avec la troupe Notre-Dame de Paris) | nomination |
| 1999  | spectacle musical / tournée / concert de l'année | Notre-Dame de Paris (avec la troupe Notre-Dame de Paris) | lauréat    |

### World Music Awards
| Année | Catégorie                                  | Pour                | Résultat |
| ----- | ------------------------------------------ | ------------------- | -------- |
| 1999  | meilleur artiste-vendeur français au monde | Notre-Dame de Paris | lauréat  |
| 2000  | meilleur artiste-vendeur français au monde | Notre-Dame de Paris | lauréat  |

### Autres prix
- 1967 : Lauréat de l'auteur-interprète masculin à l'émission Jeunesse Oblige de Radio-Canada
- 1985 : MIDEM d'or pour la chanson Ils s'aiment par le MIDEM
- 1986 : Médaille Jacques-Blanchet par l'Assemblée nationale du Québec
- 1987 : Trophée Renonciat par la communauté radiophonique des programmes de langue française
- 1988 : Artiste pour la paix par le collectif Artistes pour la paix (APLP)
- 1989 : Chevalier de l'Ordre de la Pléiade par l'Organisation internationale de la francophonie
- 1991 : Prix SOCAN pour la chanson Qui sait? par la Société canadienne des auteurs, compositeurs et éditeurs de musique
- 1992 : Prix de la chanson française par le Festival d'été de Québec
- 1993 : Membre de l'Ordre des francophones d'Amérique
- 2000 : Prix SOCAN pour la chanson Des milliards de choses par la Société canadienne des auteurs, compositeurs et éditeurs de musique
- 2004 : Le choc de la musique pour l'album Comédies humaines par le magazine Le Monde de la musique
- 2005 : Coup de cœur jeunesse Charles-Cros par l'Académie Charles-Cros
- 2005 : Meilleurs disque et cassette pour enfants par la Mairie de Paris
- 2006 : Intronisation à l'ordre du mérite en radiodiffusion par l'Association canadienne des radiodiffusions[76]
- 2009 : Prix Robert Charlebois pour son rayonnement à l’étranger - Fondation SPACQ (Société professionnelle des auteurs et des compositeurs du Québec)[77]
- 2009 : Prix SOCAN pour la chanson 1500 miles par la Société canadienne des auteurs, compositeurs et éditeurs de musique[78]
- 2010 : Médaille de St. George par l'académie de rating "Fortune d'or" (Ukraine)[79]
- 2015 : Prix SOCAN pour la chanson La Villa de Ferdinando Marcos sur la mer par la Société canadienne des auteurs, compositeurs et éditeurs de musique[80]
- 2021 : Prix Hommage – Gala Trill Or de l'APCM[81]
- 2024: Officier de l'Ordre du Canada[82]
- 2024 : Billet Argent ADISQ marquant 25 000 billets vendus pour sa tournée Tension Attention - 40 ans[83]